# Leucospermum formosum
Leucospermum formosum är en tvåhjärtbladig växtart som beskrevs av Joseph Knight och John Claudius Loudon. Leucospermum formosum ingår i släktet Leucospermum och familjen Proteaceae. Inga underarter finns listade i Catalogue of Life.